# Preußisch Ströhen
Preußisch Ströhen ist eine Ortschaft der Stadt Rahden im ostwestfälischen Kreis Minden-Lübbecke und der nördlichste Ort des Landes Nordrhein-Westfalen. Der Zusatz „Preußisch“ dient der Abgrenzung zum „Hannoversch Ströhen“ genannten Nachbarort Ströhen in der Gemeinde Wagenfeld. Preußisch Ströhen war die flächenmäßig größte Gemeinde im ehemaligen Kreis Lübbecke und ist nun der flächenmäßig größte Ortsteil des entsprechenden Altkreises. Ortsvorsteherin ist Bianca Winkelmann (CDU).

## Geographie
Preußisch Ströhen liegt durchschnittlich 38 m ü. NN und an den Mündungen der Kleinen Aue, des Großen Dieckflusses und der Wickriede in die Große Aue. Wegen der geringen Reliefenergie in der Diepholzer Moorniederung kam es immer wieder zu starken Überschwemmungen, so dass vor allem die Heuernte häufig nicht eingebracht werden konnte. Durch umfangreiche Regulierungsmaßnahmen, die schon im Jahre 1856 als „große Graberei“ begonnen wurden und erst im Jahre 1967 abgeschlossen werden konnten, sind die Talsandgebiete jedoch heute entwässert. Die Niederungen werden wegen des hochstehenden Grundwassers als Dauergrünland genutzt, auf den Talrücken wird Ackerbau betrieben.
Der Ort liegt zwischen den Städten Rahden, Diepholz, Sulingen und lag an der Bahnstrecke Bünde–Bassum, die in diesem Bereich stillgelegt ist. Preußisch Ströhen hat 1930 Einwohner (Stand Januar 2012) und gehört zur Stadt Rahden. Nördlich wird Preußisch Ströhen vom niedersächsischen Landkreis Diepholz, Gemeinde Wagenfeld, begrenzt. Der nördlichste Punkt des Ortes ist auch zugleich der nördlichste Punkt Nordrhein-Westfalens („NRW-Nordpunkt“).
Westlich des Ortskerns liegt das 3,7 ha große Naturschutzgebiet Karlsmoor.

## Geschichte
1915 wurden bei Entwässerungen in einem Moor bei Preußisch Ströhen Schädel und Knochen eines Auerochsen (Bos primigenius) gefunden. Der Schädel wurde weitgehend restauriert und befindet sich im Dobergmuseum – Geologisches Museum Ostwestfalen-Lippe in Bünde. Es handelt sich um einen der vollständigsten Funde dieser Art aus Westfalen. Ein Vergleich mit Funden aus Dänemark zeigt, dass es sich um ein männliches Exemplar handelt. Osteologische Merkmale sowie der Abnutzungsgrad der Zähne deuten auf ein altes, erwachsenes Tier. Der Schädel wurde auf etwa 4.300 v. Chr. datiert.
Die früheste urkundliche Erwähnung erfuhr Preußisch Ströhen, damals Stroden (sumpfiges Gelände) genannt, im Jahre 1088. Aus dem Jahre 1310 ist bekannt, dass zum damaligen Ströhen 15 Hofstätten gehörten. Im Jahre 1647 waren es schon 56. Bis heute ist die Zahl auf weit über 500 angewachsen. Bis zur Franzosenzeit gehörte Preußisch Ströhen zur Vogtei Rahden im Amt Rahden des Fürstentums Minden. Von 1807 bis 1810 gehörte der Ort zum Kanton Rahden des napoleonischen Satellitenstaats Königreich Westphalen. Von 1811 bis 1813 gehörte Preußisch Ströhen unmittelbar zu Frankreich und dort zur Mairie Rahden im Arrondissement Minden des Departements der Oberen Ems. 1816 kam der Ort zum neuen Kreis Rahden, aus dem 1832 der Kreis Lübbecke wurde. Bis zum 31. Dezember 1972 bildete Preußisch Ströhen eine Gemeinde im Amt Rahden des Kreises Lübbecke. Am 1. Januar 1973 wurde Preußisch Ströhen mit den übrigen Gemeinden des Amtes Rahden zur Stadt Rahden zusammengelegt.

## Sehenswürdigkeiten
- NRW-Nordpunkt

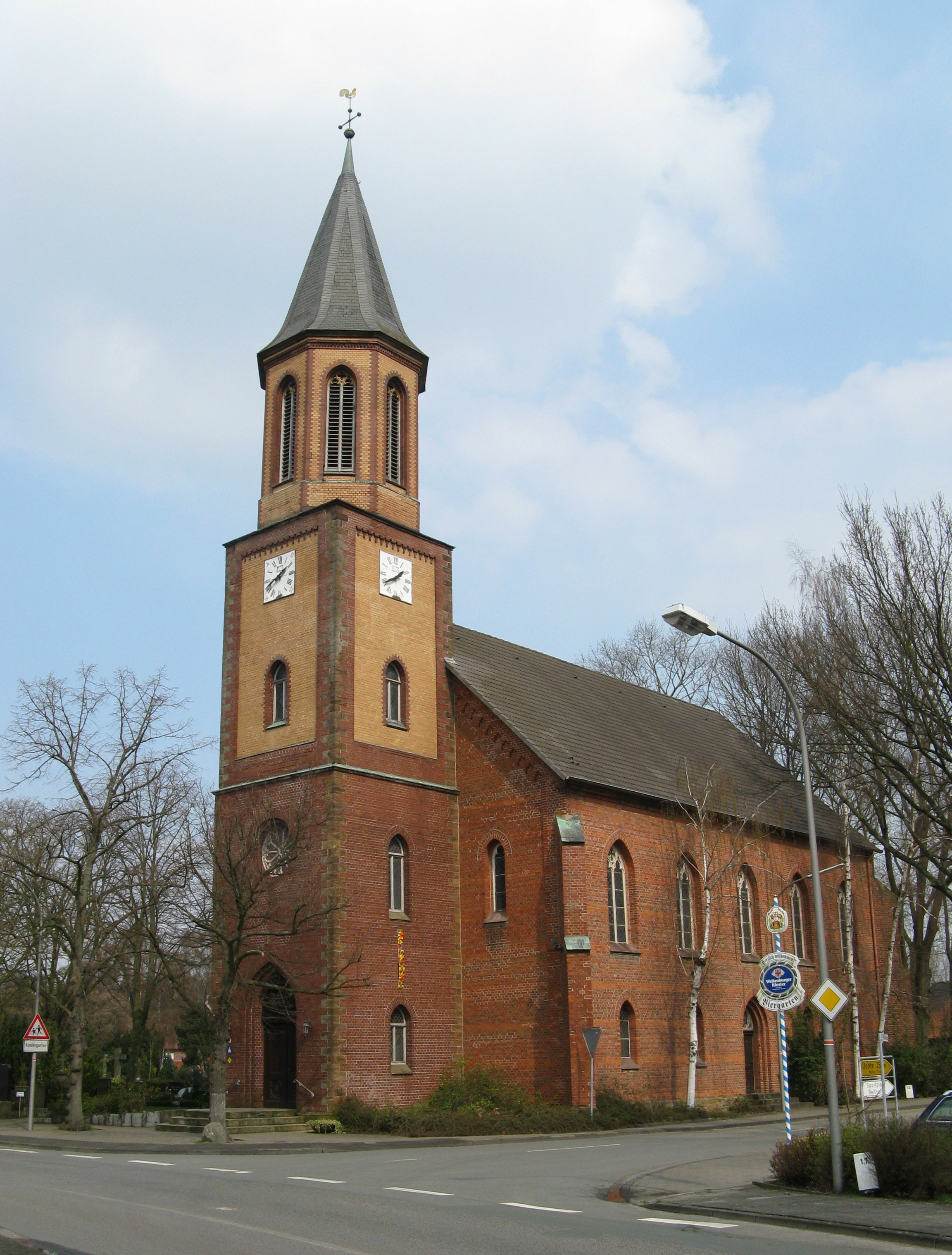
Ev. Immanuel-Kirche

- Die evangelische Immanuel-Kirche wurde 1857 eingeweiht. Aus Geldmangel entstand sie zunächst ohne Kirchturm; der Turm wurde erst knapp 35 Jahre später angebaut. Die Kirche wurde im Stil der Berliner Schinkel-Schule errichtet. Der damalige preußische König Friedrich Wilhelm IV. steuerte ein Gnadengeschenk von 4000 Reichstalern zu ihrem Bau bei. Heute steht die Kirche unter Denkmalschutz. Seit kurzem ist sie eine „Offene Kirche“ und eine „Radfahrer-Kirche“.[3]